# Mycterus quadricollis
Mycterus quadricollis är en skalbaggsart som beskrevs av Horn 1874. Mycterus quadricollis ingår i släktet Mycterus och familjen Mycteridae. Inga underarter finns listade i Catalogue of Life.